# George Holyoake
Pour les articles homonymes, voir Holyoake.
George Jacob Holyoake, né le 13 avril 1817 à Birmingham et mort le 22 janvier 1906 à Brighton, est un éditeur et activiste britannique, militant de la séparation de l'Église et de l'État. Inventeur des termes anglais « secularism » en 1851 et « jingoism » en 1878, il est le dernier Anglais à être condamné pour blasphème en 1841, emprisonné six mois.